# Porte du Bas-Meudon
La porte du Bas-Meudon est une porte de Paris, en France, dans le 15e arrondissement.

## Situation et accès
La porte du Bas-Meudon est située sur la rive gauche de la Seine à l'endroit où celle-ci quitte Paris, quai d'Issy (quai d'Issy-les-Moulineaux). La porte de Sèvres est à environ 750 mètres à l'est. Comme les portes de Versailles, d'Issy et de Sèvres qui la précèdent (d'est en ouest), la porte du Bas-Meudon relie Paris et la commune d'Issy-les-Moulineaux.
Un important échangeur routier, au sud duquel se trouve la station Henri Farman de la ligne de tramway T2, permet toutes les correspondances entre le boulevard périphérique et le quai d'Issy, qui passe sous le pont aval. La rue René-Ravaud permet de rejoindre le boulevard du Général-Martial-Valin directement depuis le périphérique intérieur sans passer par le quai, en logeant les ateliers de la ligne de tramway T3a.
C'est à la porte du Bas-Meudon qu'entre dans Paris la ligne de chemin de fer des Invalides, qui est aujourd'hui utilisée par le RER C. Une bretelle passant sous le boulevard du Général-Martial-Valin la raccorde à l'extrémité de la ligne de Petite Ceinture.
Au nord du quai d'Issy-les-Moulineaux, la gare du RER C Pont du Garigliano est en correspondance avec la station Pont du Garigliano, terminus ouest de la ligne de tramway T3a. Elle est également en correspondance avec la ligne de bus PC.

## Historique
La porte du Bas-Meudon était à l'origine l'une des portes de l'enceinte de Thiers, située entre la Seine et le bastion no 68 de l'enceinte. Rive droite lui faisait face la porte de Billancourt. Elle se trouvait sur le boulevard Victor qui, à l'époque, se prolongeait jusqu'à la Seine, sur l'emplacement de ce qui est aujourd'hui la rue Lucien-Bossoutrot.

## Bâtiments remarquables et lieux de mémoire
Il n'y a pas d'habitations dans le quartier. On n'y trouve que le siège de Safran, l'arrière des ateliers de maintenance du tramway T3a et le terrain militaire de l'Hexagone Balard. Sur la Seine, le port Victor est utilisé pour le charriage de matériaux de construction. Le quai d'Issy est assez hostile aux piétons ; la rue Lucien-Bossoutrot est en revanche accessible, avec un petit air « hors du temps » original.